# 夏茸尕布·洛追嘉措
夏茸尕布·洛追嘉措（藏語：ལ་མོ་ཞབས་དང་དཀར་པོ་ས་ཕེང་ག཈ླས་པ་བོ་གོས་ར་མཚ，1610年—1659年）蒙古族，第二世（不计追认）夏茸尕布活佛。

## 生平
生于藏历第十饶迥铁狗年（明朝万历三十八年，1610年），是蒙古土默特部首领火落赤之子。由四世班禅确认为第一世拉茂夏茸尕布活佛的转世化身。他继承了第一世夏茸尕布活佛的事业，先后拜四世班禅，隆务寺曲哇活佛，夏日仓·噶丹嘉措等人为师，学习经典。
洛追嘉措早年常驻阿哇寺（即阿噶尔绎曲林寺）、洛多杰智合寺（藏語：ལོ་རོ་རེ་བག）。清朝顺治三年（1646年），在丹麻曲吉·奥色扎西（又译“丹麻曲结·鄂色扎西”）的协助下，开始建造古日殊胜寺，聚集了300余位僧人，委托奥色扎西任第一任堪布。他将原先只有一座建筑的古日寺（意即“帐房”）扩建为经殿宽广宏大，可容纳300名僧众的古日殊胜寺，并且将祖籍属下的100家牧户作为“拉德”。寺内主要供奉固始汗（蒙古和硕特部首领）、巴图尔珲台吉（蒙古准噶尔部首领）的银质灵塔、拉萨释迦牟尼金像及克主杰的僧帽、班禅亲赐的妙音天女画像等宝物。据说此妙音天女画像后被迎至拉茂德乾寺。而后因洛追嘉措具有慧因德缘，妙音天母画像又飞回古日殊胜寺，如今供奉在古日殊胜寺经堂东侧，成为该寺护法。
他所处的时代，民族纠纷频发。为缓和各类矛盾，他曾奉五世达赖之命，先后赴冲突中的喀尔喀蒙古和卫拉特蒙古双方调停议和。为此，他本人获“察罕诺门汗”称号。而后他平息了化隆县的卡力岗、巴燕两个部落间的长期纷争，获得了固始汗、巴图尔珲台吉的赞赏。固始汗等人奉他为上师，献来很多属民，并且将化隆的觉扎、龙钦、格许兰敖等部落划给他管辖。他还解决了果哇诺门汗属下部落和察罕诺门汗属下百姓间的冲突。他曾获皇帝赐的“扎萨克印”。他加强了蒙古族和藏族人民间的友好往来，使藏传佛教在蒙藏地区广泛传播。
藏历十一饶迥土猪年（清朝顺治十六年，1659年），夏茸尕布·洛追嘉措在古日殊胜寺圆寂，享年50岁。灵塔毁于文化大革命。